# Konoe Fusatsugu
Konoe Fusatsugu (近衛 房嗣?   1402 – 1488) fue un kugyō (cortesano japonés de clase alta) que vivió durante la era Muromachi. Fue miembro de la familia Konoe (derivada del clan Fujiwara) e hijo de Konoe Tadatsugu.
Ingresó a la corte imperial en 1413 con el rango jugoi inferior, ascendido en 1414 en los rangos jushii y en 1415 promovido a jusanmi y nombrado vicegobernador de la provincia de Iyo. En 1416 fue ascendido al rango shōsanmi y nombrado gonchūnagon; en 1417 fue promovido al rango junii y en 1419 al rango shōnii y nombrado gondainagon.
En 1426 fue nombrado naidaijin, promovido a udaijin en 1429 y finalmente ascendido a sadaijin entre 1438 y 1446. En 1438 fue ascendido al rango juichii. En 1445 fue nombrado kanpaku (regente) del Emperador Go-Hanazono hasta 1447. Posteriormente fue nombrado Daijō Daijin desde 1461 hasta 1463.
En 1474 abandonó su vida como cortesano y se convirtió en monje budista (shukke) tomando el nombre de Daitsū (大通?) y fallecería en 1488. Tuvo varios hijos, entre ellos al ministro Konoe Norimoto y al regente Konoe Masaie.